# Zbigniew Dobrowolski
Zbigniew Dobrowolski ps. Cień (ur. 4 sierpnia 1920 w Warszawie, zm. 3 grudnia 2005) – żołnierz AK, uczestnik powstania warszawskiego, pedagog, bibliotekarz i bibliograf, instruktor harcerski, harcmistrz.

## Życiorys

### Harcerstwo
Jako uczeń gimnazjum Michała Kreczmara wstąpił w 1929 roku do 43 Warszawskiej Drużyny Harcerskiej im. Bolesława Prusa, prowadzonej przez Lechosława Domańskiego „Zeusa”. W 1932 roku złożył przyrzeczenie harcerskie na ręce hm. Jana Mauersbergera. W 1936 roku ukończył kurs wodzów zuchowych. W 1937 roku jako chorąży 99 WDH im. Jeremiego Korybuta-Wiśniowieckiego uczestniczył w Jamboree w Vogelenzang w Holandii. W latach 1938–1939 brał udział w kursach nad Wigrami oraz w Toporowej Cyrhli. W 1939 roku prowadził samodzielne kolonie zuchowe nad Jeziorem Krzywym.
W 1942 roku wstąpił do kompanii harcerskiej Hufców Polskich. Walczył w batalionach „Gustaw” i „Ostoja”. W powstaniu warszawskim uczestniczył w walkach na Woli i Starym Mieście. Podczas wybuchu czołgu-pułapki u zbiegu ulic Kilińskiego i Podwale został ciężko ranny. Po upadku powstania znalazł się w obozie przejściowym, uciekł z transportu w Koluszkach. Osiadł w Błędowie, gdzie pracował jako sanitariusz.
Po wojnie organizował drużyny harcerskie w Mińsku Mazowieckim, gdzie w latach 1946–1948 był komendantem hufca, oraz w Warszawie.
Po reaktywowaniu ZHP pełnił w latach 1957–1959 funkcję komendanta hufca Targówek.
W 1992 uzyskał stopień harcmistrza.
Zgromadził wiele książek oraz pamiątek i druków ulotnych z powstania warszawskiego, które jego rodzina przekazała do Muzeum Harcerstwa w Warszawie.

### Praca zawodowa
W okresie okupacji pracował jako robotnik rolny i udzielał prywatnych lekcji w zakresie szkoły podstawowej. W 1942 roku ukończył kurs Państwowej Szkoły Higieny i od stycznia 1943 roku pracował jako dezynfektor, a następnie jako kontroler zdrowia w powiatach warszawskim i w grójeckim.
W 1945 roku ukończył Wstępny Kurs Pedagogiczny w Mińsku Mazowieckim i od września 1945 roku rozpoczął pracę nauczycielską w Szkole Podstawowej w Dobrem, a następnie w Szkole im. Dąbrówki w Mińsku Mazowieckim.
W latach 1947–1952 studiował na Wydziale Filozoficzno-Społecznym Uniwersytetu Warszawskiego, uzyskując stopień magistra filozofii w zakresie pedagogiki. W okresie studiów pracował zawodowo jako referent socjalny, a następnie jako nauczyciel w warszawskich szkołach podstawowych, m.in. na Zaciszu.
W latach 1954–1961 pracował w Bibliotece Publicznej m.st. Warszawy jako starszy bibliotekarz, kierownik czytelni bibliologicznej i bibliograf, a następnie w Ośrodku Instrukcyjno-Metodycznym Bibliotek dla Dorosłych. Prowadził akcję doskonalenia kadr bibliotekarskich, oprowadzał wycieczki po Bibliotece i prowadził też lekcje biblioteczne, organizował praktyki studentów i uczestników kursów bibliotekarskich. W Państwowym Ośrodku Kształcenia Korespondencyjnego Bibliotekarzy w Warszawie pełnił funkcję kierownika punktu konsultacyjnego. Prowadził wykłady z zakresu bibliotekarstwa na kursach dla pracowników służby informacji.
W okresie 1961–1967 pracował w Bibliotece Głównej Naczelnej Organizacji Technicznej jako kierownik Sekcji, a następnie Wydziału Druków Zwartych i Bibliotek Terenowych NOT oraz zastępca kierownika Biblioteki Głównej NOT.
W latach 1967–1981 pracownik Centralnej Biblioteki Rolniczej, gdzie był kustoszem i kierownikiem Sekcji Opracowania Działu Druków Zwartych, kierownikiem Działu Druków Zwartych i Bibliografii, kierownikiem Pracowni Katalogów i Informacji Bibliotecznej, a następnie kierownikiem Pracowni Informacji w Zakładzie Bibliografii i Informacji.
W 1974 został powołany na członka Państwowej Rady Bibliotecznej.
Od 1981 był dyrektorem Biblioteki Głównej Wyższej Szkoły Pedagogiki Specjalnej im. Marii Grzegorzewskiej.
Był autorem wielu artykułów zamieszczanych w czasopismach zawodowych: „Bibliotekarz”, „Poradnik Bibliotekarza”, „Zeszytach Problemowych Przeglądy Technicznego” i w zainicjowanym przez siebie w 1965 „Informatorze Bibliotek NOT”.
Od 1956 działał w Stowarzyszeniu Bibliotekarzy Polskich, był sekretarzem Zarządu Okręgu Stołecznego SBP, skarbnikiem i członkiem Sądu Koleżeńskiego, członkiem Zarządu Sekcji Bibliotek Fachowych i przewodniczącym Zespołu ds. Organizacyjno-Zawodowych SBP, członkiem Komisji Oceny Projektów Inwestycyjnych NOT i członkiem Wojewódzkiej Komisji Upowszechniania Książki i Prasy Technicznej NOT. Był ekspertem do spraw bibliotecznych w Komisji Bibliotecznej Polskiej Izby Handlu Zagranicznego.
Działał również w Związku Bojowników o Wolność i Demokrację.
Pochowany na cmentarzu Bródnowskim w Warszawie (kwatera 55B-4-8).

## Odznaczenia
- Krzyż Kawalerski Orderu Odrodzenia Polski (1980),
- odznaka „Zasłużony Działacz Kultury” (1965),
- Honorowa Odznaka SBP (1972),